# Deutsches Frauenwerk

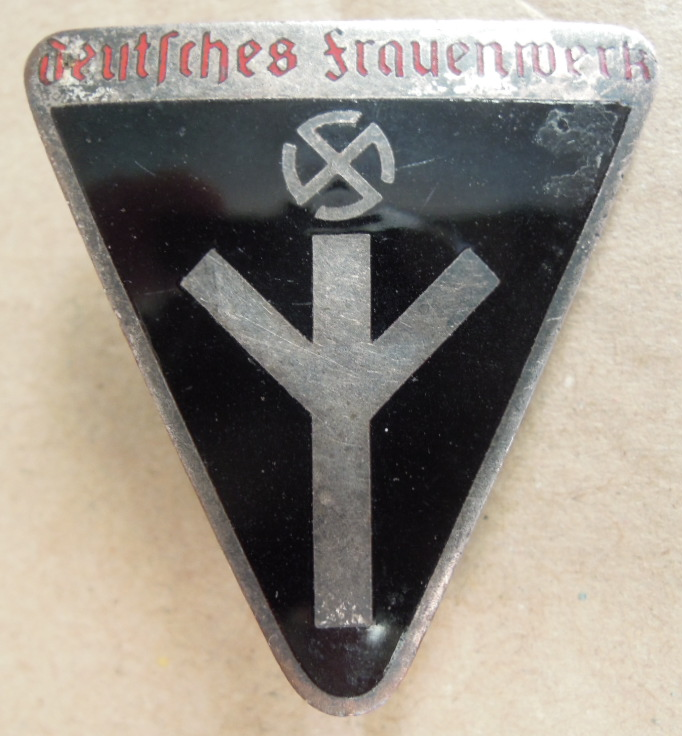
Mitgliedsabzeichen mit Algiz-Rune

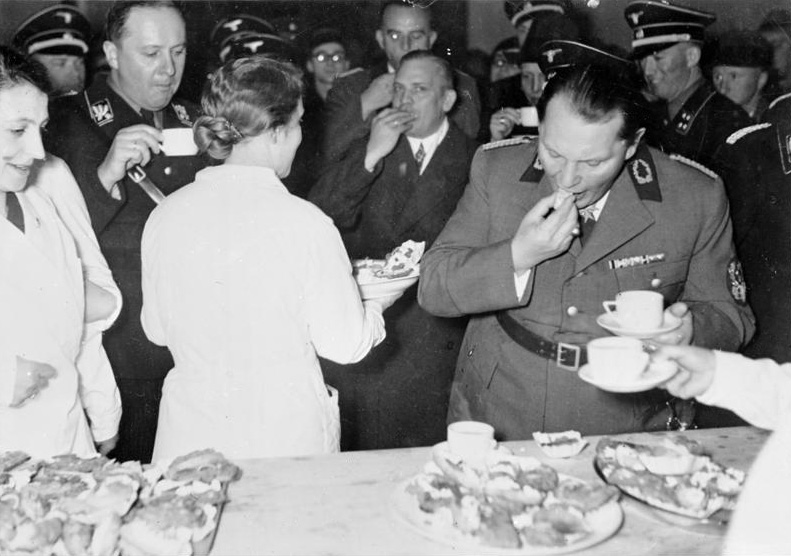
Walther Darré und Hermann Göring bei der Verkostung eines Brotaufstrichs aus Rohkost bei der vom DFW ausgerichteten Ausstellung „Die sparsame Hausfrau“ (1937)

Das Deutsche Frauenwerk (DFW) war ein nationalsozialistischer Frauenverband, der im Oktober 1933 geschaffen wurde. Er diente neben der NS-Frauenschaft als Sammelbecken für die Mitglieder der gleichgeschalteten Frauenvereine der Weimarer Republik. Darunter waren nationalistisch und konservativ orientierte Frauenvereine wie der Bund Königin Luise, Evangelisches Frauenwerk, die Schwesternschaft des Deutschen Roten Kreuzes und der Reichsbund der deutschen Hausfrauen.

## Organisation
Das DFW unterstand zwar als eingetragener Verein mit eigenem Vermögen formal nicht der NSDAP, war aber der Partei als „betreuter Verband“ angegliedert. DFW und die der NSDAP direkt unterstellte NS-Frauenschaft waren personell eng verbundene Organisationen, weil die Reichsfrauenführerin Gertrud Scholtz-Klink an der Spitze beider Organisationen stand. Im DFW waren ca. 1,7 Millionen Frauen organisiert, in der NS-Frauenschaft ca. 2,3 Millionen. Die größte Breitenwirkung erzielte der von beiden Organisationen gemeinsam getragene „Reichsmütterdienst“, zeitweise residierend im Essener Hof in Essen. Er veranstaltete reichsweit sog. „Mütterschulungen“, die allein von 1934 bis 1937 von 1,14 Mio. Frauen in 54.000 Kursen besucht wurden. Dabei war im Bereich Kindererziehung Lehrgrundlage das weitverbreitete Buch Die deutsche Mutter und ihr erstes Kind von Johanna Haarer.
Von 1935 bis 1941 erschien im Leipziger Verlag Otto Beyer die Reihe „Frauenkultur im Deutschen Frauenwerk“ (Auflage 1939: 23.500 Exemplare). 1937 veranstaltete das DFW die Sonderausstellung „Die sparsame Hausfrau“ auf der Grünen Woche in Berlin.
Mit dem Kontrollratsgesetz Nr. 2 (Auflösung und Liquidierung der Naziorganisationen) vom 10. Oktober 1945 wurde auch das Deutsche Frauenwerk durch den Alliierten Kontrollrat verboten und sein Eigentum beschlagnahmt.